# Marjata
Marjata (o Kaga) és un estuari de Bangladesh, al districte de Khulna. L'entrada és ampla amb el canal procedent de l'est. A uns 10 km de l'entrada hi ha les illes Parbhanga, que són dues. Hi va naufragar el vaixell britànic anomenat Berkshire, el 1771.